# Episodi di Chesapeake Shores (sesta stagione)
La sesta e ultima stagione della serie televisiva Chesapeake Shores, composta da 10 episodi, è stata trasmessa negli Stati Uniti da Hallmark Channel, dal 14 agosto al 16 ottobre 2022.
In Italia, la stagione è stata trasmessa su Rai 2 dall'11 novembre al 9 dicembre 2023. La serie completa uscirà su Netflix il 1 febbraio 2024.
| nº | Titolo originale                       | Titolo italiano Rai                                     | Prima TV USA      | Prima TV Italia  |
| -- | -------------------------------------- | ------------------------------------------------------- | ----------------- | ---------------- |
| 1  | The Best Is Yet to Come                | Il meglio deve ancora venire                            | 14 agosto 2022    | 11 novembre 2023 |
| 2  | Memories Are Made of This              | I ricordi sono fatti di questo                          | 21 agosto 2022    | 11 novembre 2023 |
| 3  | Night and Day                          | Notte e giorno                                          | 28 agosto 2022    | 18 novembre 2023 |
| 4  | That's All There Is to That            | Questo é tutto quello che c'è                           | 4 settembre 2022  | 18 novembre 2023 |
| 5  | L-O-V-E                                | A-m-o-r-e                                               | 11 settembre 2022 | 25 novembre 2023 |
| 6  | Straighten Up and Fly Right            | Su la testa e tieni la rotta                            | 18 settembre 2022 | 25 novembre 2023 |
| 7  | It's Not for Me to Say                 | Non sta a me dirlo                                      | 25 settembre 2022 | 2 dicembre 2023  |
| 8  | I Get a Kick Out of You                | Tu mi fai impazzire                                     | 2 ottobre 2022    | 2 dicembre 2023  |
| 9  | Spring Can Really Hang You up the Most | La primavera può tenerti veramente con il fiato sospeso | 9 ottobre 2022    | 9 dicembre 2023  |
| 10 | All or Nothing at All                  | Tutto o niente                                          | 16 ottobre 2022   | 9 dicembre 2023  |